# Magic-Angle-Spinning
Magic-Angle-Spinning (MAS) (engl. für Drehung/Rotation im magischen Winkel) ist eine Technik zur Verbesserung der Signalqualität in der Festkörper-Kernspinresonanzspektroskopie (NMR-Spektroskopie), die auf der sehr schnellen Rotation der Probe während der Messung beruht.

Die Messprobe (blau) rotiert mit hoher Frequenz im Magnetfeld B_{0}. Die Drehachse ist um den magischen Winkel θ_{m} zum Magnetfeld gekippt.

Bei der NMR-Spektroskopie in Festkörpern tritt im Allgemeinen eine deutliche (meist unerwünschte) Linienverbreiterung in den gemessenen NMR-Spektren auf, welche die weitere Analyse der Spektren erschweren oder einschränken kann. Ursache dieser Linienverbreiterung sind anisotrope Wechselwirkungen (im Wesentlichen  dipolare und Quadrupolwechselwirkung sowie der anisotrope Anteil der chemischen Verschiebung) zwischen den Atomkernen der Probe. Im Gegensatz zur NMR-Spektroskopie in Lösungen oder Flüssigkeiten werden diese anisotropen Wechselwirkungen in Festkörpern nicht durch statistische (brownsche) Molekularbewegungen ausgemittelt.
Die Linienverbreiterung durch dipolare Wechselwirkungen und chemische Verschiebung lässt sich durch Magic-Angle-Spinning wesentlich verringern. Dazu wird die Probe mit Rotationsgeschwindigkeiten von bis zu 130 kHz um eine Achse gedreht, die um {\displaystyle \theta _{\text{m}}\approx 54{,}74^{\circ }} (den „magischen Winkel“) bezüglich der externen Magnetfeldrichtung gekippt ist. Dieser Winkel {\displaystyle \theta _{\text{m}}} genügt der Bedingung {\displaystyle (\cos \theta _{\text{m}})^{2}={\tfrac {1}{3}}}. Bei diesem Winkel, gemessen zwischen der Verbindungslinie zweier wechselwirkender Kerne und dem äußeren Feld, verschwindet gerade die dipolare Wechselwirkung zwischen den Kernen. Durch die rasche Drehung der Probe um diese Achse nehmen alle Verbindungslinien (auch solche ohne chemische Bindung) im zeitlichen Mittel diesen Winkel zum externen Feld an. Der magische Winkel entspricht dem Winkel zwischen der Raumdiagonalen eines Würfels und einer Kante, also dem halben Tetraederwinkel von ca. 109,47°.
Erstmals beschrieben wurde die MAS-Technik 1958 von E. Raymond Andrew, A. Bradbury und R. G. Eades sowie unabhängig hiervon 1959 durch I. J. Lowe. Die Bezeichnung „Magic-Angle-Spinning“ wurde 1960 von Cornelis J. Gorter auf dem AMPERE-Kongress in Pisa geprägt.
Die Probe befindet sich dazu in einer üblicherweise aus Keramik gefertigten, zylindrischen Rotorhülse, die in einem Stator genannten Turbinengehäuse gasgelagert schwebt, und durch seitliches Anblasen ihres als Turbinenrotor strukturierten Endstücks beschleunigt wird.
Um Überschalleffekte zu vermeiden sowie die extremen Zentrifugalkräfte zu begrenzen, die bei Geschwindigkeiten von mehreren Millionen Umdrehungen pro Minute auftreten würden, muss der Durchmesser des Rotors immer mehr verkleinert werden. Kommerziell erhältliche Systeme mit über 100 kHz haben Durchmesser deutlich unterhalb eines Millimeters.